# Dysoxylum carolinae
Dysoxylum carolinae är en tvåhjärtbladig växtart som beskrevs av D.J. Mabberley. Dysoxylum carolinae ingår i släktet Dysoxylum och familjen Meliaceae. Inga underarter finns listade i Catalogue of Life.